# Ik heb een meisje thuis
Ik heb een meisje thuis is een nummer van de Nederlandse zanger Nielson uit 2015. Het is de derde single afkomstig van zijn mini-album Met de tijd mee (deel 1).
Voor de videoclip van "Ik heb een meisje thuis" laat Nielson zich inspireren door zijn favoriete serie Mad Men. Met dit nummer wil de zanger breken met zijn 'braafste jongetje van de klas-imago'. Het nummer gaat over een jongen die interesse krijgt in een meisje, terwijl hij al een relatie heeft. Het nummer werd een klein hitje in het Nederlandse taalgebied. In Nederland haalde het de 4e positie in de Tipparade, en in Vlaanderen de 2e positie in de Tipparade.